# Steinhof (Sachsen bei Ansbach)
Steinhof (ostfränkisch Schdah-huhf) ist ein Gemeindeteil der Gemeinde Sachsen bei Ansbach im Landkreis Ansbach (Mittelfranken, Bayern). Steinhof liegt in der Gemarkung Ratzenwinden.

## Geografie
Südwestlich des Weilers liegt das Waldgebiet Keferloh, im Süden befindet sich ein größeres Solarfeld, 0,5 km nordöstlich liegt das Stritthoffeld. Eine Gemeindeverbindungsstraße führt nach Ratzenwinden (1,2 km nordwestlich) bzw. zur Kreisstraße AN 1 bei Oberrammersdorf (0,7 km südlich). Eine weitere Gemeindeverbindungsstraße unmittelbar südlich des Ortes führt am Stritthof vorbei nach Rutzendorf (2,6 km nördlich).

## Geschichte
Anders als bei allen übrigen Orten, die Steinhof heißen, bezieht sich der Ortsname nicht auf eine steinige Bodenbeschaffenheit; der Ortsname leitet sich von dem Familiennamen des Erbauers, Johann Markus Steinbauer, ab. Der Ort wurde im Jahr 1845 von Ratzenwinden aus gegründet. 1850, 1868 und 1870 wurden drei weitere Häuser errichtet. Sie befanden sich alle auf dem Gemeindegebiet von Ratzenwinden. Am 31. Dezember 1971 wurde die Gemeinde im Zuge der Gebietsreform in Bayern aufgelöst: Steinhof wurde mit Ratzenwinden und den Walkmühlen nach Sachsen eingemeindet.

## Einwohnerentwicklung
| Jahr      | 001861 | 001871 | 001885 | 001900 | 001925 | 001950 | 001961 | 001970 | 001987 |
| Einwohner | *      | 20     | 16     | 13     | 20     | 23     | 20     | 22     | 18     |
| Häuser    |        |        | 4      | 4      | 4      | 4      | 4      |        | 4      |
| Quelle    | [ 11 ] | [ 12 ] | [ 13 ] | [ 14 ] | [ 15 ] | [ 16 ] | [ 17 ] | [ 18 ] | [ 1 ]  |

## Religion
Der Ort ist evangelisch-lutherisch geprägt und nach St. Alban (Sachsen bei Ansbach) gepfarrt. Die Einwohner römisch-katholischer Konfession sind nach St. Johannes (Lichtenau) gepfarrt.